# Slesvig Sporveje
Slesvig Sporveje blev oprettet den 1. juli 1880 og forbandt den indre by med Slesvigs nye banegård i Frederiksberg. De første år var byens sporveje en hestetrukket bane. For at holde udgifterne nede, blev skinnerne købt brugt af hestesporvognen i Oldenburg. Hestesporvognen havde ingen afmærkede stoppesteder, og der standsedes efter behov. I 1901 overtog kommunen driften og for at opnå en mere effektiv drift blev driften den 1. januar 1910 electrificiert. Driften blev udført af den tyske elektronikkoncern AEG. Den ensporede strækning havde dengang en længe på 4,1 kilometer og havde 4 vigespor for overhaling eller krydsning. Strækningen var normalsporet på 1435 millimeter og gik fra rådhuset via Korntorvet, Lolfod, Gottorpdæmningen og Frederiksgade til banegården.
Sporvejsdriften viste sig på langt sigt at være uøkonomisk og den blev endelig indstillet i 1936. I stedet blev der oprettet buslinjer.
Ved siden af Slesvigs sporveje fandtes der også den slesvigske amtsbane (Schleswiger Kreisbahn) mellem Kappel og Frederiksstad. Amtsbanens korte strækning mellem Slesvigs banegård og Slesvigs centrum kaldtes Slibanen (Schleibahn).

## Eksterne links
- Billeder af Slesvigs amtbane og sporveje